# Campionati italiani assoluti di scherma del 1923
I Campionati italiani assoluti di scherma del 1923 sono stati organizzati dalla Federazione Italiana Scherma.
Nel fioretto, si è aggiudicato il titolo dei campionati italiani Oreste Puliti, che ha vinto anche la competizione nella sciabola. Lo schermidore livornese ha bissato il titolo del 1921 nel fioretto e conseguito il terzo titolo - dopo quelli del 1921 e 1922 - nella sciabola.
Il titolo della spada è andato a Spigaroli.

## Podi

### Uomini
| Specialità  | Oro           | Argento | Bronzo |
| Individuali |               |         |        |
| Fioretto    | Oreste Puliti | -       | -      |
| Spada       | Spigaroli     | -       | -      |
| Sciabola    | Oreste Puliti | -       | -      |